# Jack Wright (Musiker)
Jack Wright (* 1942 in Pittsburgh) ist ein US-amerikanischer Free-Jazz- und Improvisationsmusiker (Saxophone, Piano).

## Leben und Wirken
Wright wuchs im Raum Philadelphia und in Chicago auf; 1952 begann er Saxophon zu spielen und in Kirchenchören zu singen. Er trat bis 1964 auch als Sänger auf, u. a. in einem Bluegrass-Trio, mit dem erste Aufnahmen entstanden (Undertaking Bluegrass). Er besuchte das Lafayette College in Easton (Pennsylvania), wo er europäische Geschichte und Literatur studierte. 1964 setzte er sein Geschichtsstudium an der Johns Hopkins University fort. Bis 1972 unterrichtete er Geschichte an der City University of New York in New York und an der Temple University. In dieser Zeit wurde er politisch aktiv und verließ schließlich die Lehrerlaufbahn. Ende der 1970er Jahre begann er sich mit Improvisationsmusik zu beschäftigen und in den 1980er Jahren arbeitete er in New York und an der Ostküste der USA. Von 1983 bis 1986 tourte er auf der Suche nach Partnern durch Europa, hauptsächlich in Berlin, Hamburg und London. Er begann auch, durch Nordamerika zu reisen, wo es vorher keine Erfahrung mit freier Improvisation gegeben hatte. Aus diesem Grund nannte Davey Williams ihn den „Johnny Appleseed of Free Improvisation“. 1984 und 1985 organisierte er das East Coast Free Music Festival in Philadelphia, das amerikanische Improvisatoren und einige Europäer – Roger Turner, Wittwulf Malik, Max Stehle, und Lars Rudolph – zusammenbrachte.
In den Vereinigten Staaten spielte er u. a. mit Toshi Makihara, Jim Meneses, William Parker, Todd Whitman, in Europa mit Hannes Bauer, Joe Sachse, Wigald Boning, Lars Rudolph, Peter Hollinger, Wittwulf Malik, Max Stehle und Bernhard Arndt. 1988 zog er nach Boulder (Colorado), wo er begann zu malen, sich auf das Schreiben konzentrierte und zum privaten Studium von europäischer Literatur und Philosophie zurückkehrte. Daneben trat er auf lokaler Ebene auf, organisierte The Front Range Improvisers Orchestra (FRIO) und setzte seine Tourneen fort. Im Jahr 2000 tourte Wright an der amerikanischen Westküste mit Bhob Rainey, mit dem auch Aufnahmen entstanden. 2003 kehrte er an die Ostküste zurück und war in der Improvisationsszene von Philadelphia tätig, etwa mit Ron Stabinsky. Seitdem trat er auf mehreren Improvisationsfestivals in den USA auf, 2005 im New Yorker Museum of Modern Art, 2006 auf dem Irtijal Festival in Beirut (Libanon), 2007 mit Andrew Drury auf dem N.O. (not only) Jazz Festival in Zagreb und 2008 mit Olivier Toulemonde und Agnes Palier auf dem ContemporaneaMente Festival in Lodi (Lombardei).
Seit 2000 veröffentlicht Wright seine Aufnahmen auf seinem eigenen Label Spring Garden Music, u. a. Kooperationen mit Musikern wie Fred Lonberg-Holm und Bob Marsh. Weitere Aufnahmen entstanden mit Andrea Centazzo, Michel Doneda, Tatsuya Nakatani, Joe McPhee und Michael Zerang. Ferner trat er seitdem in Europa u. a. mit Sebastian Cirotteau, Phil Durrant, Michael Griener, Urs Leimgruber, Eve Risser und Sabine Vogel auf. Im Bereich der Freien Improvisation war er zwischen 1982 und 2006 an 53 Aufnahmesessions beteiligt.
Im Jahr 2017 erschien sein Buch The Free Musics, das sich mit der Situation von Musikern in Nordamerika befasst, die seit den 1960er Jahren Free Jazz und Freie Improvisation spielen.
Wrights wichtigste Tourpartner seit 2000 sind Zachary Darrup, Gitarre; Evan Lipson, Kontrabass; Ben Bennett, Schlagzeug; Bob Marsh, Cello, Stimme, Elektronik; Ben Wright (sein Sohn), Kontrabass; Ron Stabinsky, Keyboards, und Patrick Crossland, Posaune. Ab 2002 tourte er wieder in Europa, vor allem in England, Frankreich, Deutschland, der Schweiz, Finnland, Russland, und Italien. 2021 legte er mit Michael Taylor das Album Kryptischgasse (Right Brain Records) vor.
Wright lebt im Raum Philadelphia.